# Venenosaurus dicrocei
Il venenosauro (Venenosaurus dicrocei) è un dinosauro erbivoro appartenente ai sauropodi. Visse nel Cretaceo inferiore (Aptiano/Albiano, circa 115 milioni di anni fa) e i suoi resti fossili sono stati rinvenuti nel 1998 da Tony DiCroce nel livello geologico detto Poison Strip della formazione di Cedar Mountain, nello Utah (Stati Uniti).

## Specie
La specie tipo Venenosaurus dicrocei  è stata descritta da Virginia Tidwell, Kenneth Carpenter e Suzanne Meyer nel 2011, con riferimento all'olotipo DMNH 40932 conservato al Denver Museum of Natural History. La specie è stata descritta come simile al Cedarosaurus, mantenendo però alcune caratteristiche ben distinte

## Descrizione

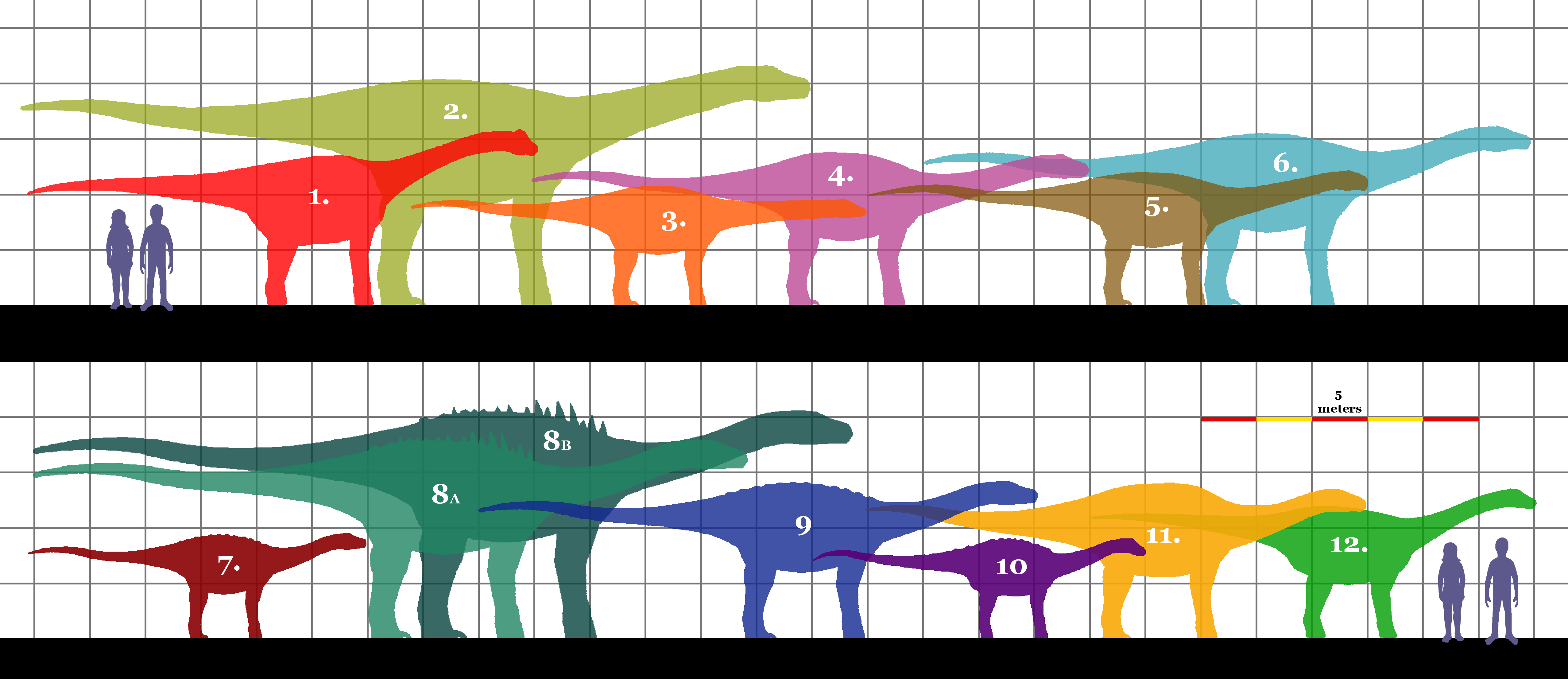
scala delle dimensioni di vari sauropodi (Venenosaurus numero 4)

Questo dinosauro è noto grazie ai resti di due esemplari incompleti, un giovane e un adulto. L'esemplare tipo comprende vertebre della coda, una scapola sinistra, varie ossa delle zampe anteriori, parte del bacino, alcuni metatarsi, ossa della coda (chevron) e costole. L'aspetto era tipico di un sauropode, con collo e coda lunghi e un corpo pesante sorretto da arti colonnari. Venenosaurus era un sauropode di taglia modesta, lungo solo dieci metri.
Le vertebre della coda presentano una morfologia unica: i centri delle prime vertebre caudali avevano una superficie anteriore leggermente convessa, e quella posteriore era piatta. Le vertebre caudali di mezzo, invece, combinavano spine neurali rivolte in avanti e centri piatti ad entrambe le estremità (anfiplatia). 

## Classificazione
Venenosaurus è un genere stato descritto per la prima volta nel 2001, ed è stato ascritto al gruppo dei macronari, un grande gruppo di dinosauri sauropodi comprendenti Brachiosaurus, Camarasaurus e i titanosauri. È probabile che il Venenosaurus fosse strettamente imparentato con questi ultimi, e fosse un rappresentante del gruppo più ampio dei titanosauriformi. 

## Significato del nome
Il nome generico Venenosaurus deriva dal latino venenum ("veleno") e dal greco sauros ("lucertola"); ciò è in riferimento al Poison Strip della formazione Cedar Mountain, nel quale sono stati rinvenuti i fossili (poison in inglese significa "veleno"). Un altro dinosauro proveniente dal medesimo orizzonte geologico è l'iguanodonte Planicoxa.